# Cellular Text Telephone Modem
CTM (Cellular Text Telephone Modem) ist ein vom 3GPP standardisiertes Verfahren zur zuverlässigen und wechselnden Übertragung von Text und Sprache über den normalen Sprachkanal in zellularen Mobilfunknetzen oder im PSTN.

## Ziel
Von gehörlosen, schwerhörigen und sprachbehinderten Personen wurde zur Übertragung von Text über den Sprachkanal des klassischen Festnetzes ein spezielles Schreibtelefon (TDD – Telecommunications device for the deaf) eingesetzt. Moderne digitale und zellulare Telefon-Systeme bieten jedoch für die Übertragung von Text keine zufriedenstellenden Fehlerraten, da die Verfahren zur Kodierung und Kompression für Sprachsignale optimiert sind und das Modem-Signal zu stark verzerren.
CTM soll deshalb durch die Verbesserung der Modulationstechniken inklusive FEC, Interleaving und der Synchronisation eine Lösung für alle Text-Telefonie-Systeme weltweit bieten.
Von der neuen Übertragungsmethode müssen folgende Anforderungen erfüllt werden:
- Text Telefonie ist ein anerkanntes Verfahren um einen Notruf abzusetzen. Diese Funktionalität muss unterstützt werden.
- CTM muss mit aktuellen und zukünftigen GSM-Codecs arbeiten können.
- CTM muss auf existierende und zukünftige Sprachkanäle in GSM und UMTS anwendbar sein.
- Die Auswirkungen auf zellulare Netze soll minimal sein, die Sprachübertragung darf nicht verzögert werden und die Textübertragung zusätzlich maximal 800 ms.
- Roaming zwischen verschiedenen Betreiber-Netzen soll ohne Textverlust möglich sein.
- Eine Übertragungsrate von 10 Zeichen/s soll erreicht werden bei einer Nettobitrate von 80 bit/s.

## Aufbau
Der CTM-Adapter kann beim Mobilteilnehmer direkt ins Mobiltelefon oder das TDD integriert sein, außerdem ist die Verwendung eines externen Adapters möglich. Bei einem Festnetzteilnehmer muss die Signalanpassung für CTM allerdings vorher innerhalb des Telefonnetzes abgewickelt werden.
Der CTM-Adapter beinhaltet jeweils einen CTM-Sender und einen CTM-Empfänger. Eingehende Text-Telefon-Zeichen werden erkannt vom Text-Telefon-Detektor und durch den CTM-Sender in ein robustes Signal umgewandelt, das dann über den Sprachkanal übertragen werden kann. Sprachsignale werden vom Sender ohne Modifizierung durchgeleitet, indem die Schalter S1 und S3 geschlossen werden, die in Abbildung 1 ausgezeichnet sind. Genauso werden im CTM-Empfänger ein gültiges CTM-Signal zurück transformiert und Audiosignale nur durchgeleitet.

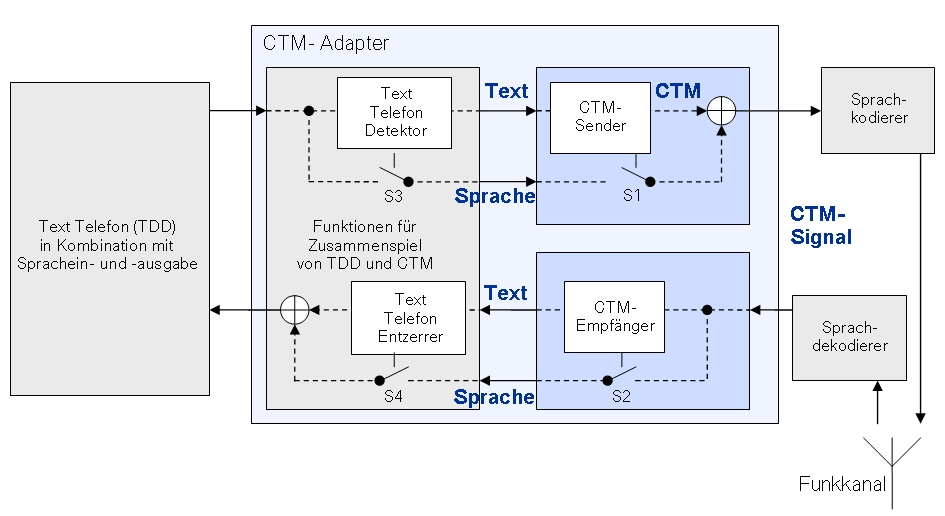
Abbildung 1: schematische Darstellung des CTM-Adapters

Im CTM-Sender wird der eingehende Text durch 5 verschiedene Komponenten transformiert. Der vom Text Telefon Detektor kommende Text wird zuerst in UTF-8 Zeichen umgewandelt und dann seriell zur nachfolgenden Fehlersicherung übertragen. In der FEC Komponente wird ein r=1/4 Faltungskodierer eingesetzt, das heißt 1 Netto-Bit wird auf 4 Brutto-Bits abgebildet. Danach werden Synchronisationsinformationen eingefügt und die Generierung eines Burst initiiert. Da in zellularen Telefonsystemen Sprachaktivitätsdetektoren eingesetzt werden, die einen kontinuierlichen Datenstrom als „Keine-Sprache“ klassifizieren könnten, muss an dieser Stelle des CTM-Senders periodisch ein 80 ms langes Stumm-Intervall eingefügt werden.  Anschließend werden die Daten durch Interleaving und Scrambling besser vor den hohen Fehlerraten des Funkkanals gesichert und an den CTM-Modulator geleitet. Dort wird das Signal abschließend frequenzmoduliert, wobei die vordefinierten Frequenzen 400 Hz / 600 Hz / 800 Hz / 1000 Hz und 0 Hz bei „mute“ durch die Belegung von je 2 Bits eingenommen werden. Innerhalb des Zeichenstroms können an jeder beliebigen Stelle Kontroll-Zeichen eingefügt werden, wobei <ENQUIRY> genutzt wird, um die CTM-Unterstützung beim Kommunikationspartner festzustellen oder zur Resynchronisation bei Unterbrechung der Verbindung. Ein weiteres Kontroll-Zeichen <IDLE> wird als Auffüller verwendet, wenn der aktuelle Burst fortgeführt werden soll, aber vom Nutzer gerade keine Zeichen eingegeben werden.